# Phoenix Rising Football Club
Phoenix Rising Football Club, antes conhecido como Arizona United SC e mais conhecida como Phoenix Rising FC, é um clube da cidade de Phoenix, Arizona. Disputa atualmente a United Soccer League.

## História

### Arizona United SC (2014-2016)
Com a saída do Phoenix FC, a USL ficou com uma vaga disponível, que seria dada para a cidade de Phoenix. 178 dias após a saída do Phoenix FC foi anunciada a nova franquia, que receberia o nome de Arizona United Soccer Club.
A primeira temporada com o novo nome veio em 2014, quando terminou em nono lugar da competição
Nos anos de 2015 e 2016 a equipe não passou para os playoffs, terminando em décimo e em décimo terceiro lugar.

### Phoenix Rising FC (2017-Atual)
Em 31 de agosto de 2016, o fundador do time vendeu sua parte majoritária do clube para um grupo de investimento liderados por Berke Bakay e David Farca. No dia 22 de novembro foi anunciado o novo nome e escudo do clube
Também foi anunciado que construiriam um novo complexo esportivo aonde jogariam em Scottsdale. O Phoenix Rising FC Soccer Complex foi inaugurado no dia 25 de março de 2017 em um jogo contra o Toronto FC II.
Para a primeira temporada com o  novo nome, o clube contratou reforços de peso. No dia 09 de fevereiro de 2017 Omar Bravo assinou com o time. Shaun Wright-Phillips, que jogou no Manchester City e no Chelsea, assinou com o time no dia 24 de fevereiro. No dia 12 de abril Didier Drogba assinou com o time. Por contrato, ele jogará uma temporada e após será dono de uma parte do time.

## Treinadores
- Michael Dellorusso (28 de março de 2014 a 25 de setembro de 2015)
- Frank Yallop (desde 23 de dezembro de 2015)

## Estatísticas

### Participações
|  | Participações em 2017 |

| Competição     | Competição               | Temporadas | Melhor campanha    | Estreia | Última | P | R |
| Estados Unidos | Lamar Hunt U.S. Open Cup | 4          | Quarta Fase (2014) | 2014    | 2017   |   | – |